# Four Freedoms Award

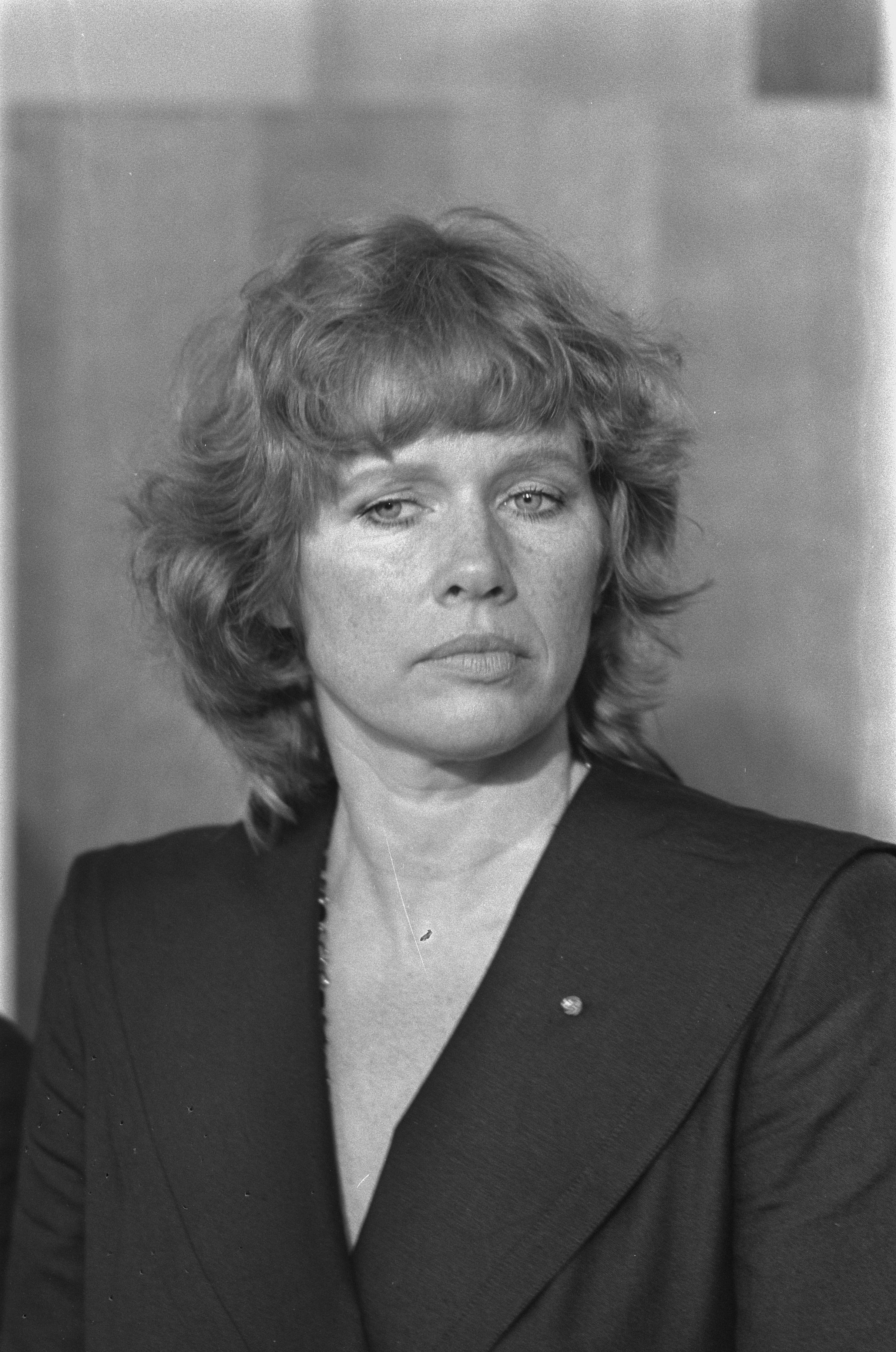
Juliana dos Países Baixos, ganhadora do premio em 1982

O Four Freedoms Award é um prêmio anual presenteado para os homens e mulheres cujas realizações demonstram um comprometimento com os princípios que o Presidente dos Estados Unidos Franklin Delano Roosevelt apresentou em seu discurso histórico para o Congresso em 6 de janeiro de 1941 princípios que são conhecidos como Quatro Liberdades: Liberdade de expressão, Liberdade religiosa, Liberdade de viver sem penúria, Liberdade de viver sem medo. O prêmio anual é entregue alternadamente na cidade de Nova Iorque pelo Roosevelt Institute para cidadãos americanos e em Midelburgo nos Países Baixos, pelo Roosevelt Institute for American Studies para não estado-unidenses. O prêmio foi instituído em 1982 e possui cinco categorias que são as quatro liberdades apresentadas por Roosevelt e uma quinta categoria chamada de Medalha da Liberdade. Além disso, apresentações especiais ocorreram em 1984, 1990, 1995 e de 2002 até 2006 e 2008.

## Laureados

### Medalha da Liberdade
| Ano  | Nome                                  |
| ---- | ------------------------------------- |
| 1982 | Juliana dos Países Baixos             |
| 1984 | Harold Macmillan                      |
| 1986 | Alessandro Pertini                    |
| 1988 | Helmut Schmidt                        |
| 1990 | Václav Havel e Jacques Delors         |
| 1992 | Javier Pérez de Cuéllar               |
| 1994 | Tenzin Gyatso                         |
| 1996 | Juan Carlos da Espanha                |
| 1998 | Mary Robinson                         |
| 2000 | Martti Ahtisaari                      |
| 2002 | Nelson Mandela                        |
| 2004 | Kofi Annan                            |
| 2006 | Mohamed ElBaradei                     |
| 2008 | Richard von Weizsäcker                |
| 2010 | Tribunal Europeu dos Direitos Humanos |
| 2012 | Luiz Inácio Lula da Silva             |
| 2014 | Cruz Vermelha                         |
| 2016 | Angela Merkel                         |
| 2018 | Christiana Figueres                   |

| Ano  | Nome |
| ---- | --- |
| 1983 | W. Averell Harriman |
| 1985 | Claude Pepper |
| 1987 | Tip O'Neill |
| 1989 | William J. Brennan |
| 1991 | Thurgood Marshall |
| 1993 | Cyrus Vance |
| 1995 | Jimmy Carter |
| 1997 | Katharine Graham |
| 1999 | Ted Kennedy |
| 2001 | Os veteranos da Segunda Guerra Mundial, representados por: - Richard Winters (Exército) - Robert Eugene Bush (Marinha) - Treddy Ketcham (Fuzileiros Navais) - Lee Archer (Força Aérea) - Ellen Buckley (Enfermeiros da Marinha) |
| 2003 | George J. Mitchell |
| 2005 | Bill Clinton |
| 2007 | Carl Levin e Richard Lugar |
| 2009 | Hillary Clinton |
| 2011 | Russ Feingold |
| 2013 | Wendell Berry |
| 2015 | Ruth Bader Ginsburg |
| 2017 | Harry Belafonte |

### Liberdade de expressão
| Ano  | Nome                  |
| ---- | --------------------- |
| 1982 | Max van der Stoel     |
| 1984 | Anistia Internacional |
| 1986 | El País               |
| 1988 | Ellen Johnson Sirleaf |
| 1990 | Não houve prêmio      |
| 1992 | Mstislav Rostropovich |
| 1994 | Marion Dönhoff        |
| 1996 | John Hume             |
| 1998 | CNN                   |
| 2000 | Bronisław Geremek     |
| 2002 | Radio Free Europe     |
| 2004 | Lennart Meri          |
| 2006 | Carlos Fuentes        |
| 2008 | Lakhdar Brahimi       |
| 2010 | Novaya Gazeta         |
| 2012 | Al Jazira             |
| 2014 | Maryam Durani         |
| 2016 | Mazen Darwish         |
| 2018 | Erol Önderoǧlu        |

| Ano  | Nome                                           |
| ---- | ---------------------------------------------- |
| 1983 | Joseph L. Rauh, Jr.                            |
| 1985 | Kenneth B. Clark                               |
| 1987 | Herbert Block                                  |
| 1989 | Walter Cronkite                                |
| 1991 | James Reston                                   |
| 1993 | Arthur Miller                                  |
| 1995 | Mary McGrory                                   |
| 1997 | Sidney R. Yates                                |
| 1999 | John Lewis                                     |
| 2001 | The New York Times e a Família Ochs/Sulzberger |
| 2003 | Studs Terkel                                   |
| 2005 | Tom Brokaw                                     |
| 2007 | Bill Moyers                                    |
| 2009 | Anthony Romero                                 |
| 2011 | Michael J. Copps                               |
| 2013 | Paul Krugman                                   |
| 2015 | Arthur Mitchell                                |
| 2017 | Dan Rather                                     |

### Liberdade religiosa
| Ano  | Nome                                                                    |
| ---- | ----------------------------------------------------------------------- |
| 1982 | Willem Visser 't Hooft                                                  |
| 1984 | Werner Leich e Christiann F. Beyers Naudé                               |
| 1986 | Bernardus Alfrink                                                       |
| 1988 | Teddy Kollek                                                            |
| 1990 | László Tőkés                                                            |
| 1992 | Terry Waite                                                             |
| 1994 | Gerhart M Riegner                                                       |
| 1996 | Robert Runcie                                                           |
| 1998 | Desmond Tutu                                                            |
| 2000 | Cicely Saunders                                                         |
| 2002 | Nasr Abu Zayd                                                           |
| 2004 | Sari Nusseibeh                                                          |
| 2006 | Comunidade de Taizé                                                     |
| 2008 | Karen Armstrong                                                         |
| 2010 | Asma Jahangir                                                           |
| 2012 | Bartolomeu I de Constantinopla                                          |
| 2014 | Príncipe Hassan bin Talal                                               |
| 2016 | Dieudonné Nzapalainga, Omar Kobine Layama e Nicolas Guérékoyame-Gbangou |
| 2018 | Paride Taban                                                            |

| Ano  | Nome                                             |
| ---- | ------------------------------------------------ |
| 1983 | Coretta Scott King                               |
| 1985 | Elie Wiesel                                      |
| 1987 | Leon Sullivan                                    |
| 1989 | Raphael Lemkin (postumamente) e Hyman Bookbinder |
| 1991 | Paul Moore Jr.                                   |
| 1993 | Theodore M. Hesburgh                             |
| 1995 | Andrew Young                                     |
| 1997 | William H. Gray                                  |
| 1999 | Corinne C. Boggs                                 |
| 2001 | Johnnie Carr                                     |
| 2003 | Robert F. Drinan                                 |
| 2005 | Cornel West                                      |
| 2007 | Peter J. Gomes                                   |
| 2009 | Eboo Patel                                       |
| 2011 | Barry W. Lynn                                    |
| 2013 | Simone Campbell                                  |
| 2015 | William Barber II                                |
| 2017 | Steve Stone e Bashar A. Shala                    |

### Liberdade de viver sem penúria
| Ano  | Nome                          |
| ---- | ----------------------------- |
| 1982 | Johannes Witteveen            |
| 1984 | Liv Ullmann                   |
| 1986 | Frank Bradford Morse          |
| 1988 | Halfdan T. Mahler             |
| 1990 | Emile van Lennep              |
| 1992 | Jan Tinbergen                 |
| 1994 | Sadako Ogata                  |
| 1996 | Médicos sem Fronteiras        |
| 1998 | Stéphane Hessel               |
| 2000 | M. S. Swaminathan             |
| 2002 | Gro Harlem Brundtland         |
| 2004 | Marguerite Barankitse         |
| 2006 | Muhammad Yunus e Grameen Bank |
| 2008 | Jan Egeland                   |
| 2010 | Maurice Strong                |
| 2012 | Ela Bhatt                     |
| 2014 | Hawa Abdi Diblaawe            |
| 2016 | Denis Mukwege                 |
| 2018 | Emmanuel de Merode            |

| Ano  | Nome                                    |
| ---- | --------------------------------------- |
| 1983 | Robert McNamara                         |
| 1985 | John Kenneth Galbraith                  |
| 1987 | Mary Lasker                             |
| 1989 | Dorothy I. Height                       |
| 1991 | Paul Newman e Joanne Woodward           |
| 1993 | Eunice Kennedy e Sargent Shriver        |
| 1995 | Lane Kirkland                           |
| 1997 | Mark O. Hatfield                        |
| 1999 | George McGovern                         |
| 2001 | March of Dimes                          |
| 2003 | Dolores Huerta                          |
| 2005 | Marsha J. Evans                         |
| 2007 | Barbara Ehrenreich                      |
| 2009 | Vicki Escarra                           |
| 2011 | Jacqueline Novogratz                    |
| 2013 | Coalizão dos Trabalhadores de Immokalee |
| 2015 | Olufunmilayo Olopade                    |
| 2017 | Ai-jen Poo                              |

### Liberdade de viver sem medo
| Ano  | Nome                          |
| ---- | ----------------------------- |
| 1982 | Herman van Roijen             |
| 1984 | Brian Urquhart                |
| 1986 | Olof Palme (postumamente)     |
| 1988 | Armand Hammer                 |
| 1990 | Simon Wiesenthal              |
| 1992 | Peter Carington               |
| 1994 | Zdravko Grebo                 |
| 1996 | Shimon Peres                  |
| 1998 | Craig Kielburger              |
| 2000 | Louise Arbour                 |
| 2002 | Ernesto Zedillo               |
| 2004 | Max Kohnstamm                 |
| 2006 | Aung San Suu Kyi              |
| 2008 | Willemijn Verloop - War Child |
| 2010 | Gareth Evans                  |
| 2012 | Hussain al-Shahristani        |
| 2014 | Malala Yousafzai              |
| 2016 | Human Rights Watch            |
| 2018 | Urmila Chaudhary              |

| Ano  | Nome |
| ---- | --- |
| 1983 | Jacob K. Javits |
| 1985 | Isidor Rabi |
| 1987 | George Kennan |
| 1989 | J. William Fulbright |
| 1991 | Mike Mansfield |
| 1993 | George Wildman Ball |
| 1995 | Elliot Richardson |
| 1997 | Daniel K. Inouye |
| 1999 | Bobby Muller |
| 2001 | Os veteranos da Segunda Guerra Mundial, representados por: - Richard Winters (Exército) - Robert Eugene Bush (Marinha) - Treddy Ketcham (Fuzileiros Navais) - Lee Archer (Força Aérea) - Ellen Buckley (Enfermeiros da Marinha) |
| 2003 | Robert C. Byrd |
| 2005 | Lee H. Hamilton e Thomas Kean |
| 2007 | Brent Scowcroft |
| 2009 | Pasquale J. D'Amuro |
| 2011 | Bryan A. Stevenson |
| 2013 | Ameena Matthews |
| 2015 | The Nation |
| 2017 | Cristina Jiménez Moreta |

### Apresentações especiais
| Ano  | Premiado(s)               |
| ---- | ------------------------- |
| 1984 | Simone Veil               |
| 1990 | Mikhail Gorbachev         |
| 1995 | Jonas Salk e Ruud Lubbers |
| 2002 | William vanden Heuvel     |
| 2003 | Arthur Schlesinger Jr.    |
| 2004 | Anton Rupert e Bob Dole   |
| 2005 | BBC e Mary Soames         |
| 2006 | Mike Wallace              |
| 2008 | Forrest Church            |